# Paracelsus (dramat)

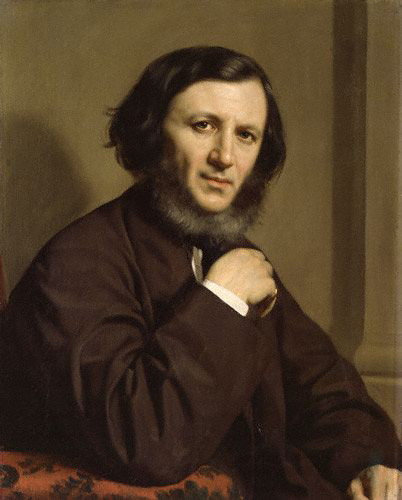
Michele Gordigiani, portret Roberta Browninga

Podpis Roberta Browninga

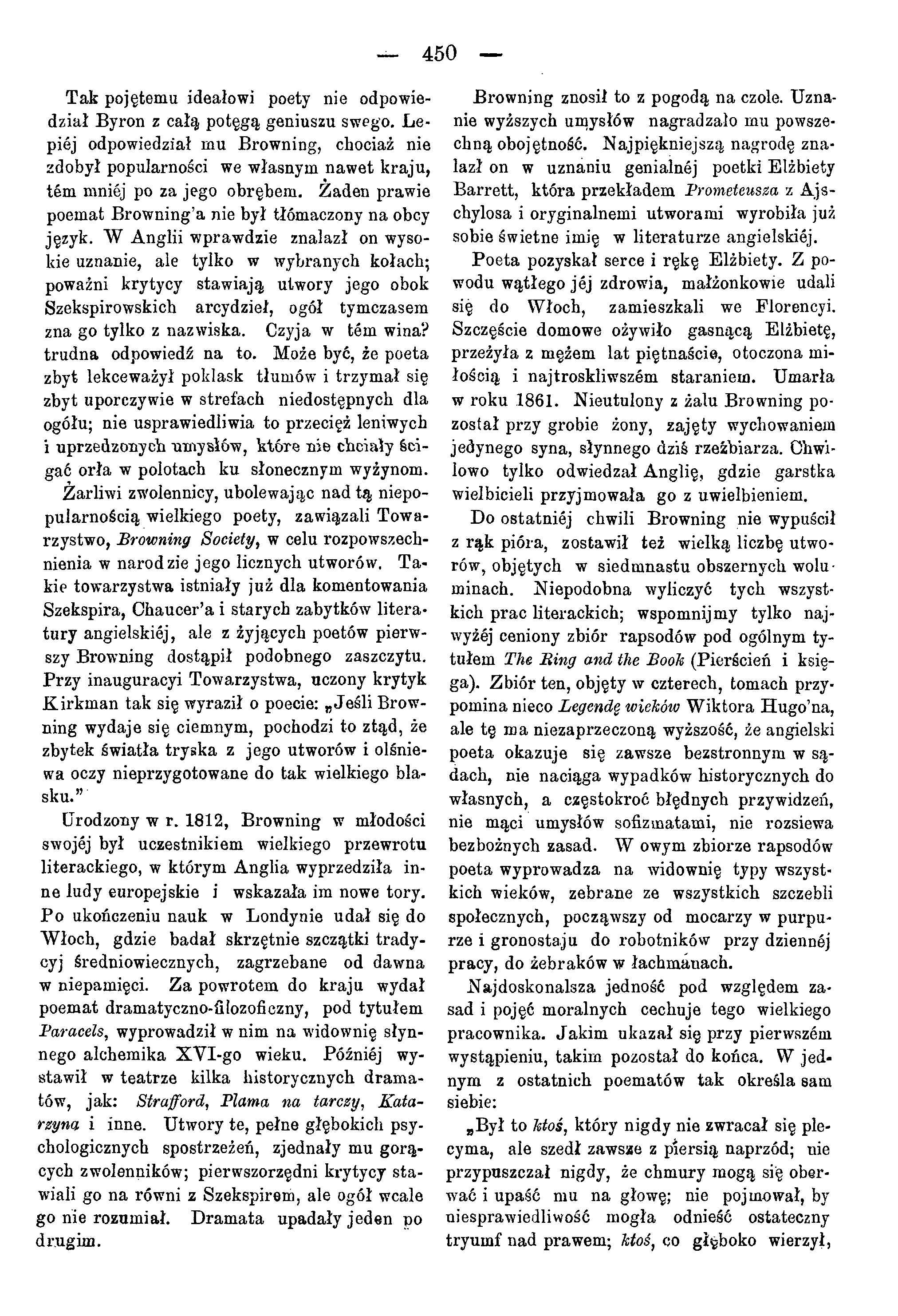
O dramacie Paracelsus wspomniała w swoim eseju o Robercie Browningu jego pierwsza polska tłumaczka Seweryna Duchińska

Paracelsus – dramat poetycki Roberta Browninga, opublikowany w 1835. Utwór opowiada o Paracelsusie, czyli Phillippusie Aureolusie Theophrastusie Bombastusie von Hohenheim, renesansowym lekarzu i przyrodniku. Tematem jest głód wiedzy i charakterystyczne dla renesansu dążenie do rozumowego opanowania świata. W przeciwieństwie do późniejszego Sordella spotkał się z życzliwym przyjęciem. Utwór jest napisany wierszem białym (blank verse). 
Come close to me, dear friends; still closer; thus!

Close to the heart which, though long time roll by

Ere it again beat quicker, pressed to yours,

As now it beats — perchance a long, long time —

At least henceforth your memories shall make

Quiet and fragrant as befits their home.
Dramat nie był tłumaczony w całości na język polski, ale Antoni Lange przełożył jego krótki fragment. To jeden z pierwszych przekładów twórczości Browninga na język polski.
Miłość w mem sercu nie była dość wielką,

By śledzić słaby jej zaczątek w duszy,

Nienawiść uznać za miłości maskę,

W złem widzieć dobre, w rozpaczy nadzieję,

Współczuć niedoli swych bliźnich, być dumnym

Z ich połowicznych prawd, z ich słabych dążeń,

Z ich walk o prawdę, z ich ubogich złudzeń

I z ich przesądów, strachów, trosk i zwątpień...

Bo wszystko to ma w duszy pewną zacność -

Pomimo błędu - i mimo słabości

Dąży ku górze jako te podziemne

Rośliny, które nie widziały słońca,

Lecz marzą o niem, zgadują, gdzie świeci,

I jak umieją, tak się pną ku niemu!

Wszystkiego tego jam nie znał, a przeto

Upadłem...

Po kilkudziesięciu latach Pieśń Paracelsusa przetłumaczył Juliusz Żuławski.